# 大井海軍航空隊

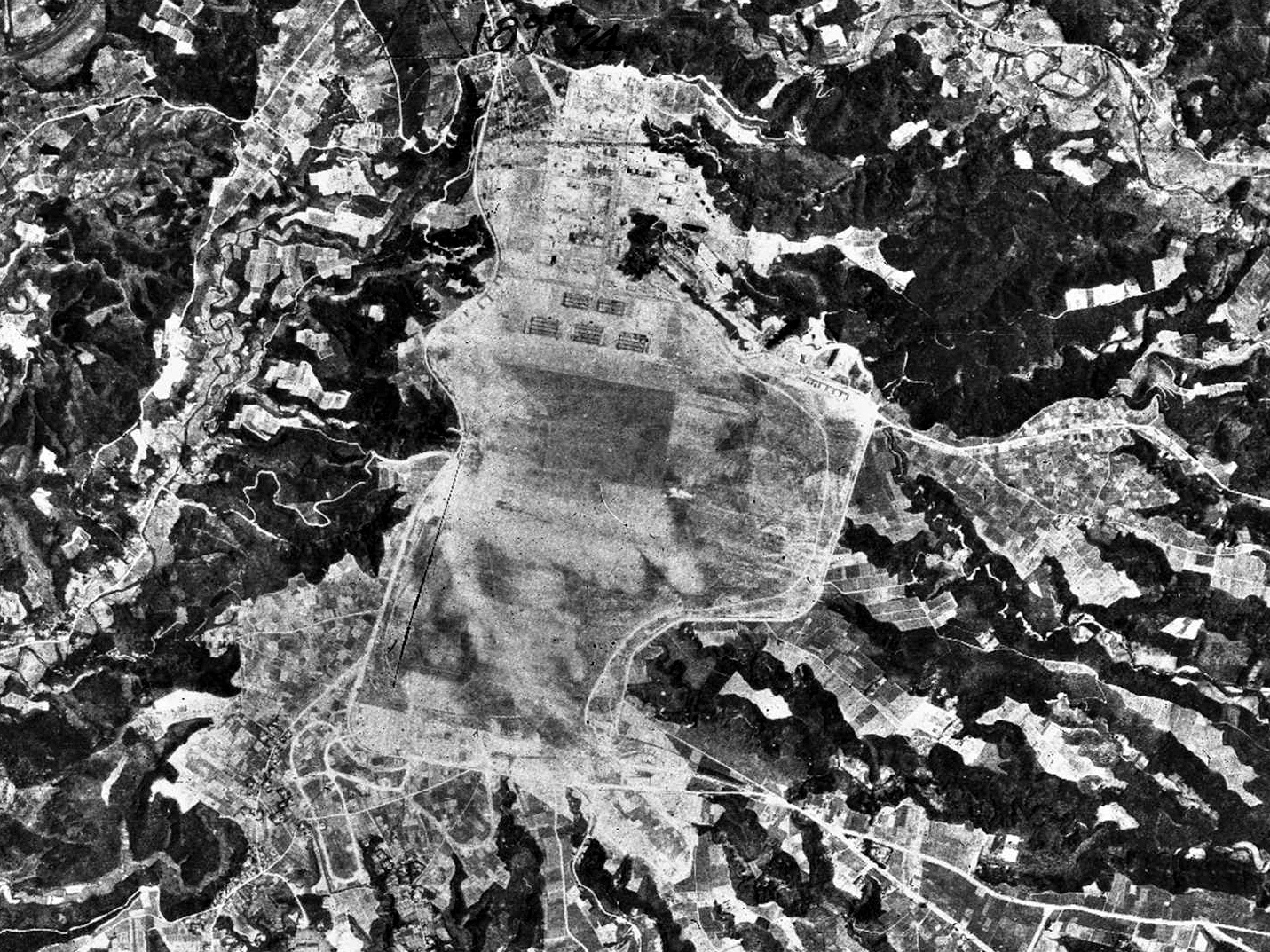
大井海軍航空隊基地跡の空中写真（1946年）

大井海軍航空隊（おおいかいぐんこうくうたい）は、日本海軍の部隊の一つ。偵察機の搭乗員の教育を推進するため、生徒・学生・練習生への実機練習を推進した。

## 概要
海軍は対米英戦備の大増強を画策し、通称「④計画」を立案した。この中に偵察機搭乗員の訓練部隊のひとつとして、静岡県榛原郡川崎町（現・牧之原市）に飛行場を建設し、航空隊を設置することが決定した。牧之原台地上の茶畑を接収し、比較的平坦な飛行場を増設することに成功した。

## 沿革
- 1942年（昭和17年）
  - 4月1日 - 大井飛行場で開隊、第一三連合航空隊を新編・編入
  - 11月30日 - 土浦海軍航空隊卒業生（29期飛行練習生偵察専修）入隊。1943年（昭和18年）8月卒業
- 1943年（昭和18年）
  - 2月頃 - 整備学生に航空機実習
  - 7月頃 - 飛練32期・33期の偵察専修生入隊。32期は11月卒業。上海に大井空上海分遣隊を設置。三重海軍航空隊卒業の甲飛10期偵察専修生を転出
- 1944年（昭和19年）
  - 1月15日 - 上海分遣隊独立、上海海軍航空隊設立
  - 7月25日 - 土浦空より甲飛13期前期偵察専修生入隊、飛練39期生として練成開始
  - 9月1日 - 土浦空より甲飛13期後期偵察専修生入隊、飛練40期生として練成開始。この頃より館山海軍航空隊大井派遣隊が進出。遠州灘の哨戒・掃討に従事
  - 11月1日 - 三重空奈良分遣隊より甲飛13期後期偵察専修生入隊、飛練41期生として練成開始
- 1945年（昭和20年）
  - 3月25日 - 「天一号作戦」発動にともない特攻編制下令。白菊を供出し、3個中隊を編制、「八洲隊」と命名
  - 4月6日 - 「菊水一号作戦」発動。八洲隊に特攻待機下令。
  - 6月1日 - 三連空を第一三航空戦隊に改編、第三航空艦隊に転籍
  - 6月25日 - 菊水作戦終了、八洲隊の特攻待機を解除。以後、大井・鈴鹿両飛行場で航法訓練に従事
  - 7月頃 - 八洲隊2個中隊、峰山・竹ノ下(愛媛県温泉郡拝志村)に進出。第五航空艦隊指揮下
  - 終戦後武装解除・解隊

連日の空襲で施設は壊滅的な被害を受けていたが、細々と訓練は実施されていた。八洲隊は待機状態のまま終戦を迎え、出撃する機会はなかった。航空隊跡は元の耕作地へと復旧され、茶畑となった。当時の遺構・遺物が比較的多く残され、牧之原コミュニティセンターにはエンジンや車輪などの部品も展示されている。

## 主力機種
- 九〇式機上作業練習機
- 白菊

その他、第一線を離れた九七式艦上攻撃機などの攻撃機・陸上偵察機。

## 歴代司令
- 松岡知行 大佐：1942年（昭和17年）4月1日-
- 三好恒 大佐：1942年（昭和17年）11月1日-
- （兼）市丸利之助 少将：1944年（昭和19年）5月1日-
- 神岡重雄：1944年（昭和19年）7月1日-
- 奈良孝雄：1944年（昭和19年）8月7日-戦後武装解除・解隊